# La commedia umana
La commedia umana (La Comédie humaine) è un insieme di scritti di Honoré de Balzac composto da 137 opere comprendenti romanzi realistici, fantastici e filosofici, ma anche racconti, saggi, studi analitici, e novelle a volte raggruppati in un solo titolo, secondo le edizioni. I testi sono classificati per ambiente sociale, per luoghi geografici o per categorie psicologiche (scene di vita privata, scene della vita di provincia) riunite in insiemi generici (studi di costume, studi analitici, studi filosofici). La scrittura dell'insieme si estende dal 1831, con La pelle di zigrino, al 1850, con le opere incompiute alla sua morte e completate da Charles Rabou: Il deputato d'Arcis (1854), I piccoli borghesi di Parigi (1856), Il conte di Sallenauve (1856) e anche I paesani, pubblicati nel 1854 dalla moglie, Évelyne Hanska. L'opera, raccolta per la prima volta in volumi nel 1841, è costituita da 137 libri nei quali si intrecciano le vicende di vita di ben 2209 personaggi.
L'ambizione dell'autore era di descrivere in modo quasi esaustivo la società che lo circondava, costruendo così un edificio che avrebbe potuto "fare concorrenza allo stato civile". Voleva racchiudere tutta la propria epoca nella sua Commedia umana. Tuttavia, nel 1837, il titolo che aveva immaginato per la sua opera era Studi sociali, che poi diventerà La commedia umana nel 1842, con riferimento a Dante.

## L'elaborazione
L'idea di collegare fra loro i racconti facendo rivivere i protagonisti d'ogni romanzo o novella viene a Balzac nel 1835 con Papà Goriot, dove si vede riapparire per la seconda volta il personaggio di Eugéne de Rastignac già presentato nel 1832 in Studio di una donna e Altro studio di una donna, pubblicato allora con il titolo Conversazione tra le undici e mezzanotte inserito nei Contes bruns. Balzac cambiava spesso parere e titoli durante le sue classificazioni. Prima univa Il messaggio e La Grande Bretèche, poi li ripubblicava separatamente. Il Colonnello Chabert invece comparve nella sua forma definitiva nel 1844, dopo una prima versione pubblicata nel 1832 con il titolo La transazione. Si avrà un'idea della molteplicità dei mutamenti della Commedia Umana consultando le note di ciascun titolo e la storia di ogni pubblicazione, con gli innumerevoli rimaneggiamenti che Balzac apportava fino a rovinarsi in spese di stampa per la continua revisione delle bozze preparatorie. Balzac doveva certamente scrivere molto, velocemente e instancabilmente. Si racconta che abbia scritto la Grenadière in una sola notte, mentre era ospite presso il Polverificio di Angoulême, comandato dal marito della sua amica Zulma Carraud, la quale scrive che mentre giocavano al biliardo, Balzac "lasciava il gioco, pregandomi di scusarlo, e scarabocchiava su un angolo di tavolo, poi tornava alla partita per abbandonarla ben presto".

## La struttura
A partire dal 1834 Balzac concepisce la struttura de "La commedia umana" come un edificio in tre parti. In una lettera a Éve Hanska, con la quale aveva già un rapporto profondo ma non erano ancora sposati, Balzac le spiega che il testo della "Comédie humaine" potrebbe essere suddiviso in tre grandi parti:
Pertanto, in ogni opera della Commedia umana, gli effetti, le cause e i principi sono incessantemente mescolati come se ogni romanzo fosse costruito sul principio dell'edificio generale. In Il giglio della valle, la storia d'amore di Henriette de Mortsauf e Félix de Vandenesse si svolge sul piano degli "effetti", l'analisi delle cause del fallimento apparente di questo amore si rapporta ai "principi" posti nella raffigurazione dell'infanzia concepita come carattere e come destino.
Gli studi dei costumi offrono la storia generale della società, ma gli studi filosofici, composti da romanzi, racconti e novelle fantastiche sono per Balzac la chiave che permette di comprendere l'insieme della sua opera. Assegna loro un'enorme importanza e non per caso raggiunge il grande successo con La pelle di zigrino. Secondo lui:

## La scrittura e il talento balzachiano
Honoré de Balzac impiega un metodo che Marcel Proust chiamò "chiarimento retrospettivo", che consiste nel rivelare il passato d'un personaggio soltanto molto tempo dopo la sua presentazione: un metodo che dona un soffio di vita in più e un supplemento di mistero alle sue opere. Jacques Collin, apparso in Papà Goriot, viene delineato col nome di abate Carlos Herrera in Splendori e miserie delle cortigiane. La viscontessa di Beauséant di cui si assiste al triste fallimento in La femme abandonnée era stata una seduttrice durante tutta la Commedia umana. La principessa di Cadignan (altrimenti chiamata Diane de Maufrigneuse in I segreti della principessa di Cadignan), non smette mai di essere precisata, mostrata sotto tutte le possibili angolazioni, anche quelle più generose e inattese in Le Cabinet des Antiques.
Balzac utilizza anche il principio del narratore, come se l'autore del romanzo riproducesse il racconto fattogli da qualcun altro. Ciò permette una prospettiva di diversi luoghi alla volta allargando inoltre il panorama con delle storie nella storia. Balzac parte dall'ambiente immediato del narratore e sviluppa il racconto con ritorni e domande poste al narratore dai personaggi che lo circondano, introducendo suspense o commenti filosofici. Il medico Horace Bianchon è il narratore de La Grande Bretèche; il giornalista e scrittore Émile Blondet è testimone e narratore intermittente in Le Cabinet des Antiques.
Balzac è allo stesso modo scenografo, costumista e regista. Le minuziose descrizioni del mobilio di una casa, degli abiti dei personaggi fin nei più piccoli dettagli (impiega sempre i termini più precisi per le stoffe, l'architettura degli interni e degli esterni ecc.) sono quelle di uno scenografo. L'autore della Commedia umana allestisce le sue scene con una precisione quasi maniacale, cosa che spiega l'entusiasmo degli scenografi per i suoi testi, spesso adattati al grande e piccolo schermo.

## Esplorazione
Se è vero che si possono leggere separatamente le singole opere della Commedia umana e apprezzarle singolarmente, è anche vero che non si possono comprendere a fondo la loro profondità e i loro significati retrospettivi senza collocarle nel contesto dell'intera opera.
Gli innumerevoli "esploratori" della Commedia umana che si sono succeduti, cominciando da Charles de Spoelberch de Lovenjoul fino ai nostri giorni (critici quali Ethel Preston, Marcel Bouteron, Samuel Rogers, Maurice Bardèche, Pierre-Georges Castex, Michel Butor ecc.) nonché coloro che continueranno a farlo, non finiscono mai di scoprire tutte le risorse dell'immenso "poema" che rappresenta questo insieme, comparabile a quelli di Omero e di Dante.
Da molto tempo ci si inganna a proposito di Balzac considerandolo per esempio un romanziere unicamente realista, perché si credeva di poterlo giudicare in base a tre o quattro capolavori isolati dall'insieme. Era un errore, perché non si può avvicinarsi al suo segreto se non si penetra nell'immensità dell'opera globale e non la si esplora nel suo complesso. Essa prende allora le sue vere proporzioni e quel carattere "visionario" segnalato per primo da Charles Baudelaire.
La Commedia umana, nata spontaneamente e sottoposta più tardi a un "programma" è certamente un edificio unico, una sorta di labirinto dove ogni personaggio ci indica la direzione d'un altro. Questo percorso non lineare può essere dal lettore seguito per un certo tempo, abbandonato, e poi ripreso anche molto più tardi: spesso accompagna lungo tutta una vita.

## La società
Balzac aveva analizzato a più riprese tutte le classi sociali della sua epoca, stabilendo una sorta di catalogo ragionato dei "tipi umani" rappresentativi del proprio ambiente. Secondo la definizione di Bernard Pingaud nella sua introduzione a l'Envers de l'histoire contemporaine, romanzo della Commedia pieno di complotti: 

## Il ritorno dei personaggi
Il filosofo Alain ha definito la Commedia umana come un "incrocio dove i personaggi si incontrano, si salutano e passano. Da ciò deriva che invece di trovarsi in un romanzo, ci si trova in dieci". Per François Mauriac è una "rotonda [...] da cui partono le grandi strade che Balzac ha tracciato nella sua foresta d'uomini."
Si possono elencare le figure principali del mondo balzachiano, quali tipi umani che riappariranno spesso, formando dei ritratti di gruppo: una tecnica letteraria che è stata ripresa in particolare da Marcel Proust e Émile Zola.
Tuttavia, la frequenza delle riapparizioni e il numero di romanzi nei quali sono citati questi personaggi non corrisponde sempre alla loro importanza reale. Al contrario, personaggi fondamentali come Jean-Joachim Goriot, l'abate Birotteau della Curia di Tours, César Birotteau, Esther Gobseck sono le figure principali di un solo romanzo e riappaiono molto raramente, molto spesso solo sotto forma di evocazione.

## Il denaro
Balzac parlava di denaro solo perché era una delle sue preoccupazioni primarie? O invece si faceva testimone di un'epoca in cui la parola d'ordine era "arricchirsi"? Ci sono buone ragioni che avvalorano entrambe le ipotesi. Charles Baudelaire, che vedeva in lui un visionario appassionato ("Tutti i suoi personaggi sono dotati dell'ardore vitale di cui era animato lui stesso. Tutte le sue finzioni sono tanto profondamente colorate quanto i sogni [...] ognuno in Balzac, anche i portieri, ha del genio. Tutte le anime sono cariche di volontà fino all'estremo."), si dispiaceva tuttavia che quel cervello poetico era tappezzato di cifre come l'ufficio di un finanziere.
Il fatto che il denaro abbia una tale importanza nella Commedia Umana è per Félicien Marceau una prova supplementare di questo "Balzac visionario"
In breve, con la Commedia umana Balzac non fa che constatare quello che Marx (suo grande ammiratore) discuterà nel Capitale. Non si tratta di un'ossessione, ma di una diagnosi. Balzac si prende cura di presentare ogni personaggio con il suo patrimonio esatto. Il denaro diventa l'unità di misura romanzesca per ogni protagonista, i possedimenti del quale variano da un romanzo all'altro.

## Geografia
Balzac prediligeva la Francia, la sua provincia e le sue campagne, che descrive a volte con lirismo e che osservava con attenzione maniacale. Visitava frequentemente i luoghi che intendeva descrivere e parlava direttamente con molte persone destinate a diventare i suoi tipi umani. Si immergeva nella conoscenza degli argomenti che i suoi personaggi avrebbero dovuto affrontare nei loro dialoghi. Il lettore ha perciò l'impressione che l'autore si muova nel suo campo. Ma il realismo balzachiano non si limita alla semplice descrizione delle cose vedute. Tutto viene poi ricreato in frammenti geografici uniti fra loro come in un quadro impressionista. La Borgogna descritta nei I contadini somiglia molto alla campagna poco fuori Parigi; e d'altronde i personaggi vi fanno un andirivieni incessante. Balzac ricorre anche a supplementi di informazione quando ritiene di non conoscere abbastanza i luoghi: Marceline Desbordes-Valmore, originaria di Douai, gli offrì elementi per completare il quadro della città (che Balzac conosceva poco) e della vita di una famiglia borghese nella Ricerca dell'assoluto.
Se la provincia (soprattutto la Turenna e i paesi della Loira) ha un rilievo incontestabile nella geografia della Commedia umana, il vero teatro dell'opera resta Parigi, nella quale l'autore torna continuamente, dopo esserne partito (La musa del dipartimento, Casa da scapolo, Béatrix ecc.).
Parigi, personaggio quasi autonomo, sembra modellare qualsiasi protagonista da ovunque provenga (così Lucien de Rubempré, Rastignac). La città è un personaggio vivente, che respira e agisce.
(Honoré de Balzac, Ferragus)
In questa città labirintica, si passa dai saloni dorati del quartiere Saint-Germain (in Splendori e miserie delle cortigiane), a strade fangose (nella Cugina Bette), a qualcosa di dantesco: "Ci sono due Parigi: quella dei saloni, delle atmosfere soavi, dei tessuti di seta, dei quartieri eleganti; e quella infernale delle orge, dei vicoli tetri (Ferragus), delle soffitte miserabili" (Jeanine Guichardet, Balzac, archéologue de Paris).
Nell'introduzione alla Ragazza dagli occhi d'oro, Balzac presenta il mondo parigino sotto cinque "fisionomie" che sono altrettante sfere percorse dal "movimento ascensionale del denaro", cinque cerchi dell'inferno.
È probabilmente questo contrasto tra miseria e splendore che sedurrà Charles Dickens e Fëdor Dostoevskij, che a loro volta sviluppano i loro personaggi in città-labirinto, dal rigagnolo al palazzo.
L'altro paese prediletto e ispiratore di Balzac è l'Italia, particolarmente Roma, Venezia (dove ambienta alcune opere in rapporto con le arti, pittura e scultura) e Ferrara (che è teatro di una versione balzachiana del Don Giovanni: L'elisir di lunga vita).

## Lo studio dei costumi
È l'insieme degli effetti sociali che esercitano le guerre, la professione personale, l'etica e anche le passioni e la vita stessa delle persone. Tutto ciò influisce sul carattere di questi ultimi.
Questa sezione è sua volta divisa in altre sezioni, più specifiche, esse sono: le scene della vita privata, le scene della vita di provincia, le scene della vita parigina, le scene della vita politica, le scene della vita militare e le scene della vita di campagna. È di gran lunga la sezione più vasta dell'opera, di cui fanno parte i capolavori più noti dello scrittore, come Papà Goriot (scene della vita privata), Eugenia Grandet (scene della vita di provincia), La cugina Bette (scene della vita parigina).

## Lo studio filosofico
Dopo uno studio approfondito della società (studio dei costumi), l'autore studia quali sono gli elementi vitali delle persone, ciò di cui essi non potrebbero fare a meno. In questo modo passa dalla descrizione della società ad un giudizio su di essa.

## Lo studio analitico
Lo si può trovare esplicitamente nella Fisiologia del matrimonio.
Ora Balzac analizza in modo approfondito quali sono i principi basilari a fondamento delle cause e dei loro effetti. Questi principi non saranno altro che delle scelte prese dall'autore, il quale donerà caratteristiche precise ai suoi personaggi. Da qui l'idea di un autore moralista.

## Edizioni
Balzac ha pubblicato presso diversi editori.
- Éditions Levasseur e Urbain Canel (1829)
- Mame-Delaunay (1830), Gosselin (1832)
- Madame Charles-Béchet (1833), Werdet (1837)
- Gervais Charpentier (1839)
- Un'edizione illustrata, presso Charles Furne, in 20 volumi in-8°, dal 1842 al 1852 ha riunito l'intera Commedia umana in associazione con Houssiaux, poi con Pierre-Jules Hetzel, Jacques-Julien Dubochet e Paulin.

Tra le edizioni più recenti quella in 12 volumi, dal 1976 al 1981 presso la Gallimard, nella prestigiosa collana della Bibliothèque de la Pléiade.

### Piano dell'opera
| studi                  | sezione                       | titolo originale e alternativo | data                       | titoli in traduzione | traduttori italiani |
| ---------------------- | ----------------------------- | --- | -------------------------- | --- | --- |
|                        |                               | L'avant-propos de la "Comédie humaine"                                                                                                 | luglio 1842                | Prefazione alla «Commedia umana» in Poetica del romanzo: prefazioni e altri scritti teorici                                                                  | trad. Amedeo Finamore (Carabba, 1914) [in La casa del gatto che gioca a palla]; trad. Mario Bonfantini e Silvana Castelli (Casini, 1966) [in Romanzi vol. 1]; trad. Daniela Schenardi (Sansoni, 2000) [in Poetica del romanzo]; trad. Cesare De Marchi (Feltrinelli, 2004) [in Il padre Goriot]; trad. Mauricio Dupuis (DMG Edizioni, 2015) |
|                        |                               | |                            | | |
| Études de mœurs:       |                               | |                            | Studi di costume: | |
|                        | Scènes de la vie privée:      | |                            | Scene della vita privata: | |
|                        |                               | La Maison du chat-qui-pelote Gloire et malheur                                                                                         | aprile 1830                | La casa del gatto che gioca All'insegna del gatto che gioca a palla Al "Gatto che gioca a pelota" Alla casa del gatto che gioca a palla Gloria e sventura    | trad. anonima (Vignozzi, 1832); trad. Amedeo Finamore (Carabba, 1914); trad. Amilcare Locatelli (Corbaccio, 1930); trad. Raoul Vivaldi (De Carlo, 1944); trad. Neva Pellegrini (Casini, 1959; 1966); trad. Francesco Fiorentini (Guida, 1983); trad. Riccardo Reim (Elliot, 2013) |
|                        |                               | Le Bal de Sceaux Le Bal de Sceaux ou Le Pair de France                                                                                 | dicembre 1829              | Il ballo di Sceaux Ballo in campagna | trad. anonima (Vignozzi, 1832); trad. Amedeo Finamore (Carabba, 1914) [in La casa del gatto che gioca a palla]; trad. Amilcare Locatelli (Corbaccio, 1930) [in All'insegna del gatto che gioca alla palla]; trad. Raoul Vivaldi (De Carlo, 1944) [in All'insegna del gatto che giuoca a palla]; trad. Mario Casalino (Ultra, 1944) [in La falsa amante]; trad. Nadia Colombo (Rizzoli, 1960); trad. (Casini, 1968) [in I capolavori, vol. 5]; trad. Francesco Fiorentini (Guida, 1983) [in La casa del gatto che gioca e altri racconti]; trad. Nadia Colombo (Passigli, 1993; 2008); trad. Giulia Battaglia (Faligi, 2014) |
|                        |                               | Mémoires de deux jeunes mariées | gennaio 1842               | Memorie di due giovani spose | trad. Anton Giulio Corrieri (Treves, 1901; 1909); trad. Laudomia Capineri Cipriani (Salani, 1906); trad. Mario Domenichini (Carabba, 1919); trad. (Casini, 1968) [in I capolavori, vol. 5]; trad. Gemina Fernando (Utet, 1968); trad. Paola Dècina Lombardi (Mondadori, 1982) |
|                        |                               | La Bourse | maggio 1832                | La borsa Il borsellino | trad. anonima (Sonzogno, 1893); trad. Amilcare Locatelli (Corbaccio, 1930); trad. Raoul Vivaldi (De Carlo, 1944) [in All'insegna del gatto che giuoca a palla]; trad. (Casini, 1968) [in I capolavori, vol. 5]; trad. Valeria Gianolio (Il melangolo, 1994); trad. Tommaso Gurrieri (Barbès, 2008); trad. Chiara Candeloro (Faligi, 2012) |
|                        |                               | Modeste Mignon | luglio 1844                | Modesta Mignon | trad. Amedeo Finamore (Carabba, 1913); trad. Raimondo Collino-Pansa (Corbaccio, 1928); trad. anonima (Aurora, 1935); trad. Ada Sori (Vallecchi, 1940; 1970); trad. (Casini, 1968) [in I capolavori, vol. 5] |
|                        |                               | Un début dans la vie Dangers d'une mystification                                                                                       | settembre 1842             | Incomincia una vita Un debutto nella vita | trad. Amilcare Locatelli (Corbaccio, 1931); trad. Mauricio Dupuis (Robin, 2012; DMG Edizioni, 2015; Robin, 2021) |
|                        |                               | Albert Savarus L'ambitieux par amour                                                                                                   | giugno 1842                | Albert Savarus | trad. Francesco Monciatti (Sellerio, 2017) |
|                        |                               | La Vendetta | aprile 1830                | La vendetta | trad. anonima (Vignozzi, 1832); trad. Raoul Vivaldi (De Carlo, 1944) [in All'insegna del gatto che giuoca a palla] |
|                        |                               | Une double famille La Femme vertueuse                                                                                                  | aprile 1830                | Una doppia famiglia La moglie virtuosa | trad. anonima (Vignozzi, 1832); trad. (Mondadori, 1998) |
|                        |                               | La Paix du ménage | luglio 1829                | La pace domestica La pace coniugale | trad. anonima (Vignozzi, 1832); trad. anonima (Sonzogno, 1893); trad. Mauricio Dupuis (Robin, 2013; DMG Edizioni (2015) |
|                        |                               | Madame Firmiani | febbraio 1832              | La signora Firmiani | trad. anonima (Sei, 1853) [in Letture amene e istruttive]; trad. Amilcare Locatelli (Corbaccio, 1931) [in Incomincia una vita]; trad. Mauricio Duouis (DMG Edizioni, 2015) |
|                        |                               | Étude de femme Profil de marquise | marzo 1830                 | Studio di donna | trad. anonima (Lamparti, 1838 [in Tre racconti]; trad. Alessandro Pellegrini (Bompiani, 1944) [in Due studi di donna e altri racconti]; trad. Piero Pagliano (Garzanti, 2000); trad. Paola Levante (Faligi, 2011); trad. Giacomo Melloni (Leone, 2013) |
|                        |                               | La Fausse Maîtresse | gennaio 1842               | La finta amante La falsa amante | trad. anonima (Pietrocola, 1888); trad. anonima (Salani, 1929); trad. Mario Casalino (Ultra, 1944); trad. Giuseppe Guglielmi (Mondadori, 1998) [in La commedia umana, vol. 1] |
|                        |                               | Une fille d'Ève | dicembre 1838              | Una figlia d'Eva | trad. Mario Domenichini (Carabba, 1917); trad. Irma Zorzi (Rizzoli, 1961; Passigli, 1995); trad. Enrico La Stella (Corte, 1971); trad. Corinne Ronchi (Faligi, 2014) |
|                        |                               | Le Message | febbraio 1832              | Il messaggio | trad. Vincenzo Lubrano (Monte. 1912) [in La donna abbandonata]; trad. Amilcare Locatelli (Corbaccio, 1931) [in Incomincia una vita]; trad. Piero Pagliano (Garzanti, 2000) |
|                        |                               | La Grenadière | ottobre 1832               | La Grenadière La casa dei melograni | trad. Guido D'Acaja (Società Editoriale Milanese, 1911); trad. anonima (Facchi, 1922); trad. anonima (Sonzogno, 1923); trad. Giulia Veronesi (Muggiani, 1945) [in Un dramma in riva al mare e altri racconti]; trad. Mauricio Dupuis (DMG Edizioni, 2015) |
|                        |                               | La Femme abandonnée | settembre 1832             | La donna abbandonata L'abbandonata | trad. Vincenzo Lubrano (Monte, 1912); trad. Mario Casalino (Ultra, 1944) [in La falsa amante]; trad. Alessandro Pellegrini (Bompiani, 1944) [in Due studi di donna e altri racconti]; trad. anonima (De Carlo, 1945) [in La donna di trent'anni]; trad. Piero Pagliano (Garzanti, 2000); trad. Corinne Longhi (Faligi, 2014) |
|                        |                               | Honorine | gennaio 1843               | Onorina Il martirio | trad. Anton Giulio Corrieri (Aliprandi, 1901; Quattrini, 1917); trad. Filippo Marchese (Corbaccio, 1930) [in Il colonnello Chabert]; trad. Gabriella Alzati (Rizzoli, 1951); trad. Marco Mastrocicco (Paoline, 1974); trad. Luciano Montanari (The Writer, 2017); trad. Francesco Monciatti (Sellerio, 2019) |
|                        |                               | Béatrix Béatrix ou les Amours forcés                                                                                                   | maggio 1839-gennaio 1845   | Béatrix Beatrice | trad. E.W. Foulques (Salvatore Romano, 1906); trad. Giancarlo Buzzi (Mondadori, 1994) [in La commedia umana, vol. 1]; trad. Silvia Tagliaferri (Ponte alle Grazie, 1994); trad. Clara Sereni (Feltrinelli, 1995; 2008) |
|                        |                               | Gobseck Les Dangers de l'inconduite | aprile 1830                | Gobseck | trad. Amilcare Locatelli (Corbaccio, 1931) [in Il contratto di matrimonio]; trad. Marisa Lolli (Rizzoli, 1964); trad. Mario Bonfantini (Casini, 1966) [in I romanzi, vol. 3]; trad. anonima (Paoline, 1972) [in Sete dell'oro. I grandi avari]; trad. Francesco Fiorentini (Guida, 1983) [in La casa del gatto che gioca e altri racconti]; trad. Giuseppe A. Samonà (Theoria, 1985); trad. Vera Salvago (L'editore, 1991); trad. Maurizio Ferrara (Passigli, 2016) |
|                        |                               | La Femme de trente ans | aprile 1832                | La donna di trent'anni La trentenne | trad. Francesco Mantella-Profumi (Salvatore Romano, 1904) [in Eugenia Grandet]; trad. Mariano D'Aspro (Carpigiani e Zipoli, 1922); trad. anonima (Quattrini, 1927); trad. anonima (De Carlo, 1945); trad. Gianna Tornabuoni (Casini, 1950 [in I capolavori, vol. 2]; Mondadori, 1992); trad. Myriam Cristallo (Frassinelli, 1995; Mondadori, 1995) |
|                        |                               | Le Père Goriot | settembre 1834             | Papà Goriot Il padre Goriot' Le sventure di un padre Babbo Goriot                                                                                            | trad. L.M. (Pirotta, 1835); trad. Giuseppe Lubrano (Stamperia e Calcografia, 1857 [in La società parigina nei primi anni del secolo XIX]; Savallo, 1871); trad. anonima (Sonzogno, 1902); trad. Pasquale Marzano (Salvatore Romano, 1903); trad. Ketty Nagel (Treves, 1903); trad. anonima (Zerboni, 1909); trad. Armando Gorlini (Gorlini, 1927); trad. anonima (Quattrini, 1928); trad. Jolanda Girardi (Sonzogno, 1929); trad. Ernesto Borio (Minerva, 1934); trad. Mara Fabietti (Barion, 1935); trad. A. Bassani (Aurora, 1935); trad. Raoul Vivaldi (De Carlo, 1946); trad. Gabriella Alzati (Rizzoli, 1950; Peruzzo, 1985); trad. Renato Mucci (Casini, 1950; Sansoni, 1965 [in I capolavori, vol. 1]; De Agostini, 1986; Melita, 1992; Newton Compton, 2004; Theoria, 2019); trad. Marina Juvalta (Utet, 1957; 1971); trad. Giorgio Cingoli (Editori Riuniti, 1961); trad. Gemma Rusconi di Como (Rusconi, 1968; 1993); trad. Enzo Caramaschi (Mursia, 1969; 1978); trad. Luigi Martin (Fabbri, 1969; 1986); trad. anonima (Paoline, 1972); trad. Elina Klersy Imberciadori (Garzanti, 1974; Archimede, 1997); trad. Tina Simonetti (Ferni, 1976); trad. (De Agostini, 1982); trad. Anna D'Elia (Rizzoli, 1985; BUR, 2004); trad. Giuseppe Pallavicini Caffarelli (Famiglia cristiana, 1985; Mondadori, 1994); trad. Mara Fabietti e Emma Defaqz (Garzanti, 1986; 1997); trad. Giancarlo Buzzi (Mondadori, 1992) [in La commedia umana, vol. 1]; trad. Maurizio Cucchi (Biblioteca di Repubblica, 2004; Biblioteca dell'Espresso, 2012); trad. Cesare de Marchi (Feltrinelli, 2004) |
|                        |                               | Le Colonel Chabert La Transaction | marzo 1832                 | Il colonnello Chabert | trad. C.F. («L'Italia Centrale. Giornale di Reggio nell'Emilia ufficiale per le inserzioni degli atti giudiziari ed amministrativi», 3 settembre 1874-9 febbraio 1875); trad. anonima (Società editoriale milanese, 1909); trad. Filippo Marchese (Corbaccio, 1930); trad. Alfredo Fabietti (Treves, 1932; Universale, 1949); trad. Michele Lessona (Utet, 1946 [in Tre racconti]; 1980); trad. Pete Blatto (Casini, 1950) [in I capolavori, vol. 1]; trad. Irma Zorzi (Rizzoli, 1959; 1995; Passigli, 1994; Biblioteca di Repubblica, 2011); trad. Mario Indrio (Edizioni moderne, 1959); trad. Marco Mastrocicco (Paoline, 1972); trad. Maria Nazzarena Croci e Manuela Dardari (Maroni, 1993); trad. Luisa Coeta (Archinto, 1994); trad. Roberto Bonchio (Newton Compton, 1994; 2012); trad. Graziella Cillario e Giovanni Mariotti (Anabasi, 1995); trad. Michele Cantoni (e/o, 1995); trad. Stefano Riccioni (Ferrovie dello Stato, 1995); trad. Gabriella Mezzanotte (San Paolo, 1996); trad. Maria Rosa Passet (Simone Eandi Edizioni, 2000 [per Editrice La Stampa]); trad. Sergio Calzone (Edisco, 2001); trad. Roberto Rossi (Garzanti, 2001; 2007); trad. Marco Freschi (Dalai, 2011) |
|                        |                               | La Messe de l'athée | gennaio 1836               | La messa dell'ateo | trad. Amilcare Locatelli (Corbaccio, 1931) [in Incomincia una vita]; trad. Michele Lessona (Utet, 1946) [in Tre racconti]; trad. Stefano Doglio (Mobydick, 1997) |
|                        |                               | L'Interdiction | febbraio 1836              | L'interdizione | trad. anonima («La Propaganda. Organo regionale socialista», 28 novembre 1902-1 gennaio 1903); trad. Filippo Marchese (Corbaccio, 1930) [in Il colonnello Chabert]; trad. Michele Lessona (Utet, 1946) [in Tre racconti]; trad. Mario Indrio (Moderne, 1959); trad. Marco Mastrocicco (Paoline, 1972); trad. Stefano Doglio (Mobydick, 1997); trad. (Araba fenice, 1999) |
|                        |                               | Le Contrat de mariage | ottobre 1835               | Il contratto di matrimonio | trad. Amilcare Locatelli (Corbaccio, 1931); trad. Mauricio Duouis (DMG Edizioni, 2015) |
|                        |                               | Autre étude de femme Le Conseil La Grande Bretéche ou Les trois vengeances                                                             | settembre 1842             | Secondo studio di donna La casa del mistero | trad. Alessandro Pellegrini (Bompiani, 1944) [in Due studi di donna e altri racconti]; trad. Beppe Benvenuto (Mursia, 2011); trad. Corinne Ronchi (Faligi, 2014) |
|                        | Scènes de la vie de province  | |                            | Scene della vita di provincia: | |
|                        |                               | Ursule Mirouët L'Oncle à succession | maggio 1842                | Orsola Mirouët | trad. Luigi Ercole Marenesi (Borroni e Scotti, 1842); trad. Attilio Leproux (Treves, 1913; 1928); trad. E. Galletti-Rossi (Corbaccio, 1932); trad. Renata Pacces Bertele (Mondadori, 1972) |
|                        |                               | Eugénie Grandet | settembre 1833             | Eugenia Grandet Il denaro | trad. Luigi Ferreri (Stella, 1834); trad. A.G. (Andruzzi, 1840); trad. anonima (Sei, 1853; Fibreno, 1859); trad. Francesco Contaldi («Rivista Minima. Periodico di Lettere Scienze ed Arti», 20 febbraio-5 maggio 1891); trad. Francesco Mantella-Profumi (Salvatore Romano, 1904); trad. Ferdinando Russo («Il Mattino Illustrato», 25 dicembre 1903-29 maggio 1904); trad. anonima (Treves, 1906); trad. anonima (Bietti, 1924; 1936); trad. Giuseppe Castelli (Corbaccio, 1928); trad. anonima (Quattrini, 1929); trad. Grazia Deledda (Mondadori, 1931; 1971; Newton Compton, 2004; Ecra, 2019); trad. Alfredo Fabietti (Barion, 1938); trad. A. Morotti (De Carlo, 1944); trad. Francesco Picco (Lattes, 1945; 1952); trad. Luigi Pescetti (Tirrena, 1946); trad. Gabriella Alzati (Rizzoli, 1949; BUR, 2007); Universale (1950); trad. Ferdinando Gemina (Utet, 1951; 1969); trad. anonima (Giachini, 1954); trad. Margherita Galante Garrone (Sas, 1954); trad. Gaspare D'Aguanno (Combattente, 1956); trad. Renato Ortolani (Maradei, 1957); trad. Marise Ferro (Cino Del Duca, 1961); trad. D.L.C. Tencon (Boschi, 1962); trad. Valentina Bianconcini (Capitol, 1963); trad. Maria Luisa Belleli (Curcio, 1964); trad. Fausto Ficarra (Casini, 1965) [in I capolavori, vol. 2]; trad. Vittoria Sorge (Mondadori, 1966); trad. Enzo Caramaschi (Mursia, 1969) [in I capolavori]; trad. Alberto Guadalaxara (Janus, 1970); trad. Liviana Fontana (Varesina Grafica, 1971); trad. Alfredo Fabietti e Emma Defacqz (Garzanti, 1973; 1984); trad. anonima (Paoline, 1980); trad. Renato Mucci (De Agostini, 1983); trad. Giorgio Brunacci (Garzanti, 1986; 2003; Archimede, 1992); trad. Paola Brancaccio e Anna Crisi (Principato, 1993; 2006); trad. Giancarlo Buzzi (Mondadori, 1994 [in La commedia umana, vol. 1]; 2005); trad. Enza Minnella (La spiga, 1996); trad. Maria Grazia Porcelli (Marsilio, 2000); trad. Antonio Necchi (Dali, 2011); trad. Frédéric Ieva (Feltrinelli, 2015) |
|                        |                               | Les célibataires: Pierrette | gennaio 1840               | I celibi: Pierina Pierrette | trad. Alfredo de Prospero (Salvatore Romano, 1902); trad. Francesco Mantella-Profumi (Bideri, 1904); trad. anonima (Treves, 1907); trad. Tiziano Ciancaglini (Corbaccio, 1928); trad. Francesco Monciatti (Sellerio, 2021) |
|                        |                               | Les célibataires: Le Curé de Tours | aprile 1832                | I celibi: Il curato di Tours Il parroco di Tours | trad. Francesco Mantella-Profumi (Bideri, 1904); trad. anonima (Treves, 1907); trad. Tiziano Ciancaglini (Corbaccio, 1928); trad. (Minerva, 1934); trad. Maria Ortiz e Renato Mucci (Casini, 1952) [in I capolavori, vol. 3]; trad. Piero Bianconi (Rizzoli, 1960); trad. Mario Bonfantini e Silvana Castelli (Casini, 1966) [in I romanzi, vol. 1]; trad. Clio Cicogni e Alessandra Cioncolini (Sellerio, 2006); trad. Barbara Gambaccini (Clandestine, 2017) |
|                        |                               | Les célibataires: La Rabouilleuse Un ménage de garçon en province Les deux frères                                                      | novembre 1842              | I celibi: Casa di scapolo La famiglia di un celibe Il colonnello Bridau I due fratelli                                                                       | trad. Alfredo de Prospero (Salvatore Romano, 1902); trad. Francesco Mantella-Profumi (Bideri, 1904); trad. anonima (Treves, 1908); trad. anonima (Corbaccio, 1928); trad. Maffio Maffii (Mondadori, 1932, 1970); trad. Maria Grazia Bottai (Rizzoli, 1965) |
|                        |                               | Les parisiens en province L'Illustre Gaudissart                                                                                        | novembre 1832              | I parigini in provincia: L'illustre Gaudissart | trad. Jolanda Monaci Bencivenni (Corbaccio, 1928); trad. Paolo Russo (Casini, 1958) [in I capolavori, vol. 4] |
|                        |                               | Les parisiens en province La Muse du département La Femme de province Dinah Piédefer                                                   | aprile 1843                | I parigini in provincia: La musa del dipartimento La musa di provincia                                                                                       | trad. Jolanda Monaci Bencivenni (Corbaccio, 1928) [in L'illustre Gaudissart]; trad. Maria Grazia Porcelli (Marsilio, 1992); trad. Giancarlo Buzzi (Mondadori, 1994) [in La commedia umana, vol. 1] |
|                        |                               | Les rivalités: La Vieille Fille | ottobre 1836               | La signorina Cormon | trad. Francesco Monciatti (Sellerio, 2015) |
|                        |                               | Les rivalités: Le Cabinet des Antiques                                                                                                 | luglio 1837                | Il gabinetto delle antichità Il salotto dei sorpassati | trad. Giulia Bartholini Casarate (Apollo, 1927); trad. Paolo Russo (Casini, 1956) [in I capolavori, vol. 4] |
|                        |                               | Illusions perdues: Les Deux Poètes | 1837                       | Illusioni perdute: I due poeti | trad. anonima (Stella, 1837); trad. anonima (Treves, 1909); trad. Aldo D'Amato (Editori Riuniti, 1965); trad. Maria Grazia Porcelli (Rizzoli, 1965; BUR, 2005); trad. Argia Micchettoni (Garzanti, 1966; 1992); trad. Pierfranco Minsenti (Frassinelli, 1999); trad. Daniella Selvatico Estense e Gabriella Mezzanotte (Mondadori, 2005 [in La commedia umana, vol. 2]; 2020) |
|                        |                               | Illusions perdues: Un grand homme de province à Paris                                                                                  | 1839                       | Illusioni perdute: Un grand'uomo di provincia a Parigi | trad. anonima (Treves, 1909); trad. Aldo D'Amato (Editori Riuniti, 1965); trad. Argia Micchettoni (Garzanti, 1966; 1992); trad. Elena Giolitti (Club degli Editori, 1973; Newton Compton, 1995; 2006); trad. Daniella Selvatico Estense e Gabriella Mezzanotte (Mondadori, 2005 [in La commedia umana, vol. 2]; 2020) |
|                        |                               | Illusions perdues: Ève et David | 1843                       | Illusioni perdute: Eva e David | trad. anonima (Treves, 1909); trad. Aldo D'Amato (Editori Riuniti, 1965); trad. Argia Micchettoni (Garzanti, 1966; 1992); trad. Elena Giolitti (Club degli Editori, 1973; Newton Compton, 1995; 2006); trad. Daniella Selvatico Estense e Gabriella Mezzanotte (Mondadori, 2005 [in La commedia umana, vol. 2]; 2020) |
|                        | Scènes de la vie parisienne:  | |                            | Scene della vita parigina: | |
|                        |                               | Histoire des Treize: Préface | 1831                       | Storia dei tredici: Prefazione | trad. anonima (Sonzogno, 1903); trad. anonima (Gorlini, 1928); trad. Amilcare Locatelli (Corbaccio, 1930); trad. Alessandro Prampolini (Sansoni, 1965); trad. Emma Cremonese (Club degli editori, 1973); trad. Attilio Bertolucci (Garzanti, 1970; 2004; Mondadori, 1994 [in La commedia umana, vol. 1]; 2001); trad. Alessandro Prampolini (Theoria, 2022) |
|                        |                               | Histoire des Treize: Ferragus Ferragus, chef des dévorants                                                                             | aprile 1833                | Storia dei tredici: Ferragus | trad. anonima (Sonzogno, 1903); trad. Maria Teresa Sposato (De Silva, 1948); trad. (Casini, 1960) [in I capolavori, vol. 6]; trad. Barbara Besi Ellena (Garzanti, 1977; 2006; Theoria, 2022); trad. Clara Lusignoli (Einaudi, 1973; Mondadori, 1994 [in La commedia umana, vol. 1]; 2001); trad. Alessandro Prampolini (Theoria, 2022) |
|                        |                               | Histoire des Treize: La Duchesse de Langeais                                                                                           | gennaio 1834               | Storia dei tredici: La duchessa de Langeais Voluttà d'amore Amore e civetteria ovvero Il convento delle Carmelitane Scalze Suor Teresa Non toccar la mannaja | trad. anonima (Truffi, 1836); trad. Giuseppe Lubrano (in La Società Parigina nei primi anni del Secolo XIX, vol. 2, Cataneo, 1856); trad. Luigi Masieri (Salani, 1866); trad. anonima (Lombardi, 1867); trad. anonima (Sonzogno, 1903); trad. Giuseppe Lubrano (Lubrano, 1907); trad. anonima (Gorlini, 1928); trad. anonima (Taurinia, 1946); trad. (Casini, 1960) [in I capolavori, vol. 6], trad. Claude Fusco Karmann (Garzanti, 1970; 1977; Mondadori, 1994) [in La commedia umana, vol. 1]; trad. Vera Salvago (L'editore, 1990); trad. Maria Grazia Porcelli (Marsilio, 1996); trad. Alessandro Prampolini (Theoria, 2022) |
|                        |                               | Histoire des Treize: La Fille aux yeux d'or Le Petit Mercier                                                                           | aprile 1835                | Storia dei tredici: La ragazza dagli occhi d'oro La fanciulla dagli occhi d'oro                                                                              | trad. anonima (Truffi, 1836); trad. anonima (Sonzogno, 1903); trad. anonima (Gorlini, 1928); trad. Attilio Bertolucci (Guanda, 1946; Garzanti, 1969; 1977; SE, 1990; ES, 1994; Mondadori, 1994 [in La commedia umana, vol. 1]); trad. Maria Ortiz (Casini, 1960) [in I capolavori vol. 6); trad. Paola Masino (Einaudi, 1977); trad. Vera Salvago (L'editore, 1990); trad. Lucio Chiavarelli (Newton Compton, 1995; 2012); trad. Angelica La Spada (Alia, 2010); trad. Alessandro Prampolini (Theoria, 2022) |
|                        |                               | Histoire de la Grandeur et de la Décadence de César Birotteau                                                                          | dicembre 1837              | César Birotteau Storia della grandezza e della decadenza di Cesare Birotteau                                                                                 | trad. L.M. (Bravetta, 1838); trad. Galeazzo Falconi (Treves, 1907; 1919); trad. Mario Buggelli (Corbaccio, 1928); trad. Decio Cinti (Vallardi, 1931); trad. Maria Bastide (IEI, 1946); trad. Maria Ortiz e Renato Mucci (Casini, 1952) [in I capolavori, vol. 3]; trad. Bruno Schacherl (Editori Riuniti, 1959; 2013); trad. Piero Bianconi (Rizzoli, 1960); trad. Silvana Castelli (Casini, 1966) [in I romanzi, vol. 2]; trad. Francesca Spinelli (Mondadori, 2006) |
|                        |                               | La Maison Nucingen | novembre 1837              | La Maison Nucingen La Banca Nucingen | trad. anonima (Treves, 1910); trad. Mario Buggelli (Corbaccio, 1930) |
|                        |                               | Splendeurs et misères des courtisanes La Dernière Incarnation de Vautrin                                                               | marzo 1846                 | Splendori e miserie delle cortigiane Fasto e miseria delle cortigiane Fasti e Miserie delle corteggiane L'ultima incarnazione di Vautrin                     | trad. A.A. (in «L'Arte. Giornale letterario artistico teatrale», 4 aprile-30 dicembre 1857); trad. Giuseppe Lubrano (Perrucchetti, 1871; Salvatore Romano, 1904); trad. Galeazzo Falconi (Treves, 1909); trad. anonima (Elit, 1933); trad. Luigi Taroni (Minerva, 1934); trad. Marise Ferro (Einaudi, 1964; 1991; Mondadori, 2005 [in La commedia umana, vol. 2]; 2017); trad. Anna Premoli e Francesco Niederberger (Garzanti, 1974; 2008); trad. Maria Grazia Porcelli (Fabbri, 1996; Rizzoli, 1997) |
|                        |                               | Les Secrets de la princesse de Cadignan                                                                                                | agosto 1839                | I segreti della principessa di Cadignan | trad. Giuseppe De Tivoli (Pagnoni, 1876) [in Alexandre Dumas, Olimpia di Clèves]; trad. Mario Buggelli (Corbaccio, 1930) [in La Banca Nucingen]; trad. Maria Ortiz (Casini, 1956) [in I capolavori, vol. 2]; trad. Giuseppe Guglielmi (Mondadori, 1994) [in La commedia umana, vol. 1]; trad. Amilcare Locatelli (Mondadori, 1998) |
|                        |                               | Facino Cane | marzo 1836                 | Facino Cane | trad. Agar (Il primato editoriale, 1921) [in Racconti d'Italia]; trad. Mario Buggelli (Corbaccio, 1930) [in La Banca Nucingen]; trad. Maria Ortiz (Casini, 1950) [in I capolavori, vol. 1]; trad. anonima (Paoline, 1972) [in Sete dell'oro. I grandi avari] |
|                        |                               | Sarrasine | novembre 1830              | Sarrasine | trad. Agar (Il primato editoriale, 1921); trad. Mario Buggelli (Corbaccio, 1930) [in La Banca Nucingen]; trad. Maria Ortiz (Casini, 1950 [in I capolavori, vol. 1]; Mondadori, 1993); trad. Lidia Lonzi (Einaudi, 1973 [in Roland Barthes, S/Z]; trad. Giovanni Mariotti (Franco Maria Ricci, 1977); trad. Mario Marchetti (Bollati Boringhieri, 1989) [in Michel Serres, 'L'ermafrodito]; trad. Vito Carofiglio (Laterza, 1991); trad. Rosanna Farinazzo (ES, 1993; SE, 1998; Feltrinelli, 2010; Il Sole 24 Ore, 2011); trad. Elina Klersy Imberciadori (Garzanti, 2000) |
|                        |                               | Pierre Grassou | dicembre 1839              | Pierre Grassou | trad. Raffaele de Cesare (Edizioni dell'Angelo, 1940; 1946); trad. Davide Monda e Giovanni Greco (BUR, 2002) [in Il capolavoro sconosciuto] |
|                        |                               | Les parents pauvres: La Cousine Bette                                                                                                  | dicembre 1846              | I parenti poveri: La cugina Bette | trad. Erminia Bazzochi (Società editoriale milanese, 1908); trad. Galeazzo Falconi (Treves, 1908); trad. Mario Buggelli (Corbaccio, 1928); trad. Maria Adalgisa Denti e Emilio Villa (Mondadori, 1952); trad. Ugo Dettore (Rizzoli, 1953; BUR, 2000); trad. Enzo Caramaschi (Mursia, 1969 [in I capolavori]; 1977); trad. Alfredo Fabietti e Emma Defacqz (Garzanti, 1973); trad. Francesco De Simone (Garzanti, 1983; 1998); trad. Sara Marini (Mondadori, 1996); trad. Lucio Chiavarelli (Newton Compton, 1999); trad. Katia Lysy (Frassinelli, 1999) |
|                        |                               | Les parents pauvres: Le Cousin Pons | maggio 1847                | I parenti poveri: Il cugino Pons | trad. Erminia Bazzocchi (Società editoriale milanese, 1908); trad. Galeazzo Falconi (Treves, 1908); trad. Giuseppe Castelli (Corbaccio, 1928); trad. Arrigo Benedetti (Longanesi, 1952); trad. Ugo Dettore (Rizzoli, 1954; 2009); trad. Maria Ortiz e Renato Mucci (Casini, 1956) [in I capolavori, vol 3]; trad. Lanfranco Binni (Garzanti, 1996; 2011); trad. Paola Bellandi (Frassinelli, 1999); trad. Giovanni Bogliolo (Mondadori, 2013) [in La commedia umana, vol. 3] |
|                        |                               | Un homme d'affaires | gennaio 1845               | Un affarista Un agente d'affari | trad. Galeazzo Falconi (Treves, 1910); trad. Mario Buggelli (Corbaccio, 1930) [in La Banca Nucingen] |
|                        |                               | Un prince de la bohème Les Fantaisies de Claudine                                                                                      | 1845                       | Un principe della Boheme I capricci di Claudina | trad. anonima (Società Editrice Partenopea, 1908); trad. Galeazzo Falconi (Treves, 1910 [in L'ultima incarnazione di Vautrin]; Il Lama, 2014) |
|                        |                               | Gaudissart II Un gaudissart de la rue Richelieu                                                                                        | novembre 1844              | Gaudissart II | trad. Galeazzo Falconi (Treves, 1910) [in L'ultima incarnazione di Vautrin] |
|                        |                               | Les Employés ou la Femme supérieure | luglio 1838                | Gli impiegati Gl'impiegati | trad. Luigi Agnes (Sonzogno, 1890; «L'Indipendente», 20 settembre-31 dicembre 1906); trad. Augusto Pangaldi (Feltrinelli, 1956); trad. Argia Michettoni (Garzanti, 1996) |
|                        |                               | Les Comédiens sans le savoir | novembre 1845              | Attori senza saperlo | trad. Mario Buggelli (Corbaccio, 1930) [in La Banca Nucingen] |
|                        |                               | Les Petits Bourgeois | 1855, postumo              | I piccoli borghesi | trad. Luciano Tamburini (Einaudi, 1981; L'Unità, 1992) |
|                        |                               | L'Envers de l'histoire contemporaine: Madame de la Chanterie                                                                           | settembre 1843             | Il rovescio della storia contemporanea | trad. Maria Ortiz (Casini, 1952 [in I capolavori, vol. 3]; Elliot, 2023) |
|                        |                               | L'Envers de l'histoire contemporaine: L'initié                                                                                         | settembre 1846             | Il rovescio della storia contemporanea | trad. Maria Ortiz (Casini, 1952 [in I capolavori, vol. 3]; Elliot, 2023) |
|                        | Scènes de la vie politique:   | |                            | Scene della vita politica: | |
|                        |                               | Un épisode sous la Terreur | gennaio 1831               | Un episodio durante il terrore Un episodio [sic] all'epoca del Terrore Memorie di Sanson: boia della rivoluzione                                             | trad. G.L. («L'Omnibus. Giornale politico, letterario ed artistico», 21 maggio 1872); trad. Romnualdo Ghirlanda (Edoardo Perino, 1895) [in L'ultima delle fate]; trad. anonima («L'Italia Centrale. Gazzetta di Reggio-Emilia», 24 novembre-1 dicembre 1901); trad. Giuseppe Caselli (Corbaccio, 1929) [in Un tenebroso affare]; trad. Irma Zorzi (Rizzoli, 1959 [in Il colonnello Chabert]; Il melangolo, 1992); trad. Roberto Rossi (Garzanti, 2001; 2007); trad. Paola Dècina Lombardi (Mondadori, 2004) |
|                        |                               | Une ténébreuse affaire | febbraio 1841              | Un tenebroso affare Un caso tenebroso | trad. Antonio Bassolini (Borroni e Scotti, 1842); trad. Giuseppe Castelli (Corbaccio, 1929); trad. Maria Ortiz (Casini, 1950 [in I capolavori, vol. 1]; Sansoni, 1963; De Agostini, 1986; Sellerio, 1996; Theoria, 2017); trad. Gabriella Alzati (Rizzoli, 1955; BUR, 2003); trad. Valentina Bianconcini (Capitol, 1967); trad. anonima (Paoline, 1970); trad. Paolo Guzzi (Newton Compton, 1996); trad. Felice Bonalumi (Paginauno, 2014) |
|                        |                               | Le Député d'Arcis | 1854, postumo              | Il deputato di Arcis | trad. anonima (Treves, 1911); trad. E. Galletti-Rossi (Corbaccio, 1932); trad. Maurizio Brioni (Diabasis, 1993) |
|                        |                               | Z. Marcas | maggio 1840                | Z. Marcas | trad. Giulia Veronesi (Muggiani, 1945) [in Un dramma in riva al mare e altri racconti] |
|                        | Scènes de la vie militaire:   | |                            | Scene della vita militare: | |
|                        |                               | Les Chouans ou la Bretagne en 1799 | marzo 1829                 | Gli Sciuani o la Bretagna nel 1799 Les Chouans. Una passione repubblicana Gli Chouans                                                                        | trad. Tiziano Ciancaglini (Corbaccio, 1927); trad. anonima (Sonzogno, 1940); trad. anonima (Cino del Duca, 1964); trad. anonima (Beppe Grande, 2010); trad. Angelo Leghi (Massari, 2022); trad. Maria Grazia Ceccobelli (Robin, 2022); trad. Antonietta Florio (Solfanelli, 2023) |
|                        |                               | Une passion dans le désert | dicembre 1830              | Una passione nel deserto | trad. anonima (Ferrario, 1852) [in Alexandre Dumas, La collana della regina]; trad. Tiziano Ciancaglini (Corbaccio, 1927); trad. Giuseppe Pallavicini (Einaudi, 1988) [in Guido Davico Bonino (a cura di), Passione fatale]; trad. Schenardi (Mondadori, 2013) [in La commedia umana, vol. 3] |
|                        | Scènes de la vie de campagne: | |                            | Scene della vita di campagna: | |
|                        |                               | Les Paysans | 1844, incompiuto           | I contadini | trad. Amilcare Locatelli (Corbaccio, 1929); trad. Paolo Russo (Casini, 1956) [in I capolavori, vol. 4]; trad. Isabella Zoppi (SEI, 1989) |
|                        |                               | Le Médecin de campagne | luglio 1833                | Il medico di campagna | trad. Giovanni Battista Menini (Truffi, 1834); trad. Scipione Volpicella (Raffaele de Stefano, 1837); trad. Amilcare Locatelli (Corbaccio, 1928); trad. Amedeo Recanati (Abc, 1932); trad. Maria Ortiz (Casini, 1950) [in I capolavori, vol. 2]; trad. Alfredo Jeri (Rizzoli, 1958); trad. Andrea Zanzotto (Garzanti, 1977; 1999) |
|                        |                               | Le Curé de village | maggio 1845                | Il curato del villaggio | trad. Giuseppe Berta (Borroni e Scotti, 1841); trad. Amilcare Locatelli (Corbaccio, 1929); trad. Francesco Bianciardi (Treves, 1930) |
|                        |                               | Le Lys dans la vallée | ottobre 1835               | Il giglio nella valle | trad. anonima (Santini, 1837); trad. G. Piucco (Sei, 1853); trad. Emilio Girardi (Sonzogno, 1903); trad. Raimondo Collino-Pansa (Corbaccio, 1928); trad. Bruno Romani (Colombo, 1945); trad. Giampaolo Tolomei (Mondadori, 1951); trad. Anna Ponti (Rizzoli, 1951; L'Unità, 1997); trad. Valentina Bianconcini (Capitol, 1965); trad. Giancarlo Buzzi (Mondadori, 2013) [in La commedia umana, vol. 3] |
|                        |                               | |                            | | |
| Études philosophiques: |                               | |                            | Studi filosofici: | |
|                        |                               | La Peau de chagrin Le Suicide d'un poète Une débauche                                                                                  | giugno 1831                | La pelle di zigrino | trad. Emilio Girardi (Sonzogno, 1904); trad. Gildo Passini (Corbaccio, 1933); trad. Giorgina Vivanti (Utet, 1934; 1982; Tea, 1988); trad. Camillo Sbarbaro (Einaudi, 1946); trad. Irma Zorzi (Rizzoli, 1957; BUR, 2006); trad. Ugo Dettore (Mondadori, 1958); trad. Maria Serena Battaglia (De Agostini, 1964); trad. anonima (Peruzzo, 1986); trad. Cosimo Ortesta (Garzanti, 2007); trad. Giancarlo Buzzi (Mondadori, 2013) [in La commedia umana, vol. 3] |
|                        |                               | Jésus-Christ en Flandres Zéro. Conte fantastique                                                                                       | febbraio 1831              | Gesù Cristo in Fiandra | trad. Adele Fabro (Sonzogno, 1923) [in La casa dei melograni]; trad. Gildo Passini (Corbaccio, 1931) [in Serafita]; trad. Renato Mucci e Paolo Russo (Casini, 1959) [in I capolavori, vol. 5] |
|                        |                               | Melmoth réconcilié | giugno 1835                | Melmoth riconciliato | trad. Gildo Passini (Corbaccio, 1931) [in Serafita]; trad. Renato Mucci e Paolo Russo (Casini, 1959) [in I capolavori, vol. 5]; trad. Giuliana Cutore (Solfanelli, 1990); trad. Flavio Santi (Utet, 2008) [in Charles Robert Maturin, Melmoth l'errante] |
|                        |                               | Le Chef-d'œuvre inconnu. Conte fantastique                                                                                             | febbraio 1832              | Il capolavoro sconosciuto L'ignoto capolavoro | trad. anonima (Antonio Lamperti, 1835) [in Tre racconti]; trad. anomima (SEI, 1853) [in Eugenia Grandet]; trad. Giuseppe Garibaldi Rocco (D'Angelilli, 1894) [in Giorgio Ohnet, Il canto del cigno]; trad. Ercole Galvagni (Unione tipo-litografica modenese, 1906); trad. anonima (Quattrini, 1913) [in Amore mascherato]; trad. Adele Fabro (Sonzogno, 1923) [in La casa dei melograni]; trad. Giulia Veronesi (Muggiani, 1945) [in Un dramma in riva al mare e altri racconti]; trad. Alessandro Pellegrini (Bompiani, 1944) [in Due studi di donna e altri racconti]; trad. Renato Mucci e Paolo Russo (Casini, 1959) [in I capolavori, vol. 5]; trad. Carlo Montella e Luca Merlini (Passigli, 1983; 2000; La Repubblica, 1997); trad. Rocco Carbone (Empiria, 1993); trad. Davide Monda (BUR, 2002); trad. Luigi Bonanate (Aragno, 2012); trad. Gabriella Mezzanotte (Mondadori, 2013) [in La commedia umana, vol. 3]; trad. Angelo Ariemma (Aracne, 2019); trad. Giulia Altavilla (Elliot, 2023) |
|                        |                               | Gambara | giugno 1837                | Gambara | trad. anonima (Treves, 1914) [in Il figlio maledetto]; trad. Maria Cristina Marinelli (Passigli, 1984) |
|                        |                               | Massimilla Doni L'Opium | agosto 1839                | Massimilla Doni | trad. Aldo Conti («Rivista Minima. Periodico d'arte, lettere, scienze, sport, agricoltura, industria», 10 giugno 1888-10 settembre 1889); trad. anonima (Treves, 1914) [in Il figlio maledetto]; trad. anonima (Quattrini, 1920); trad. Agar (Il primato editoriale, 1921) [in Racconti d'Italia]; trad. Renato Mucci e Paolo Russo (Casini, 1959) [in I capolavori, vol. 5]; trad. Giandonato Crico (Sellerio, 1990) |
|                        |                               | La Recherche de l'absolu | settembre 1834             | La ricerca dell'assoluto Claes l'alchimista | trad. anonima Truffi (1837), trad. anonima (Delta, 1929); trad. Renao Mucci e Paolo Russo (Casini, 1959) [in I capolavori, vol. 5]; trad. Maria Serena Battaglia (De Agostini, 1964); trad. Andrea Zanzotto (Garzanti, 1975; 1984); trad. Luciano oggi (Lucarini, 1988) |
|                        |                               | L'Enfant maudit | aprile 1831-aprile 1836    | Il figlio maledetto Stefano d'Herouville | trd. anonima (Antonio Lamperti, 1838) [in Tre raccontiìì]; trad. anonima (Treves, 1914); trad. anonima (Quattrini, 1920); trad. Renato Mucci e Paolo Russo (Casini, 1959) [in I capolavori, vol. 5]; trad. Elina Klersy (Garzanti, 1983; 1999); trad. Mariolina Bertini (Marsilio, 2019) |
|                        |                               | Adieu Adieux | marzo 1830                 | Addio | trad. Gildo Passini (Corbaccio, 1928) [in Luigi Lambert]; trad. Renato Mucci (Casini, 1957; Mondadori, 1994) [in I capolavori, vol. 5]; trad. Elina Klersy (Garzanti, 1983; 1999); trad. Alfredo Di Laura (Rubbettino, 1987); trad. Maurizio Ferrara (Passigli, 2020) |
|                        |                               | Les Marana | novembre 1832              | L'eredità del peccato Le Marana Storia di Madama Diard | trad. Luigi Masieri (Ferrario, 1859 [in Alexandre Dumas, La rosa rossa]; Capaccini, 1874); trad. Giuseppe Lubrano (Savallo, 1871) [in Papà Goriot, vol. 3]; trad. Renato Mucci (Casini, 1960 [in I capolavori vol. 6]; Jouvence, 1997) |
|                        |                               | Le Réquisitionnaire | febbraio 1831              | Il biglietto d'alloggio Il richiamato Il Requisizionario | trad. Gildo Passini (Corbaccio, 1928) [in Luigi Lambert]; trad. Orsola Nei (Documento, 1944); trad. Renato Mucci (Casini, 1959) [in I capolavori, vol. 5] |
|                        |                               | El Verdugo | ottobre 1829               | El Verdugo Il carnefice | trad. anonima (Camilla e Bertolero, 1874); trad. anonima (Treves, 1906) [in Eugenia Grandet]; trad. Valentino Soldani (Nerbini, 1909); trad. anonima (Quattrini, 1913) [in Amore mascherato]; trad. Gildo Passini (Corbaccio, 1928) [in Luigi Lambert]; trad. Alessandro Pellegrini (Bompiani, 1944) [in Due studi di donna e altri racconti]; trad. Renato Mucci (Casini, 1959) [in I capolavori, vol. 5]; trad. Elina Klersy (Garzanti, 1983; 1999); trad. Mirella Corvaja (La spiga, 1993) |
|                        |                               | Un drame au bord de la mer | novembre 1834              | Un dramma in riva al mare Un dramma sulle rive del mare | trad. anonima (Lubrano e Ferrara, 1912) [in Giorgio Ohnet, Cuori in pena]; trad. Alessandro Pellegrini (Bompiani, 1944) [in Due studi di donna e altri racconti]; trad. Giulia Veronesi (Muggiani, 1945); trad. Renato Mucci e Paolo Russo (Casini, 1959) [in I capolavori, vol. 5] |
|                        |                               | Maître Cornélius | dicembre 1831              | Maestro Cornelius M. Cornelio | trad. anonima («La Propaganda. Organo regionale socialista», 27 ottobre-25 novembre 1902); trad. Renato Mucci e Paolo Russo (Casini, 1959) [in I capolavori, vol. 5]; trad. anonima (Paoline, 1972) [in Sete dell'oro. I grandi avari] |
|                        |                               | L'Auberge rouge | maggio 1831                | L'albergo rosso La locanda rossa | trad. G. Piucco (Ferrario 1853)[in Alexandre Dumas, Angelo Pitou]; tra. anonima («L'Illustrazione Popolare», 10 agosto-14 settembre 1884; La Stampa Commerciale, 1912]; trad. anonima («La Propaganda. Organo regionale socialista», 6-23 ottobre 1902); trad. Alessandro Pellegrini (Bompiani, 1944) [in Due studi di donna e altri racconti]; trad. Renato Mucci (Casini, 1959) [in I capolavori, vol. 5]; trad. Bruno Schacherl (Editori Riuniti, 1984); trad. Daria Pozzi (Theoria, 1991); trad. Felice Bonalumi (PaginaUno, 2018) |
|                        |                               | Sur Catherine de Médicis Les Deux Rêves Les Secret des Ruggieri                                                                        | gennaio 1828-dicembre 1836 | Caterina de' Medici | trad. Francesco Gandini (Borroni e Scotti, 1846); trad. anonima (Quattrini, 1921); trad. Gildo Passini (Corbaccio, 1929); trad. Decio Cinti (Sonzogno, 1930); trad. Orsola Nei (Rizzoli, 1945) |
|                        |                               | L'Élixir de longue vie | ottobre 1830               | L'elisir di lunga vita | trad. anonima (Sonzogno, 1893) [in La pace domestica]; trad. Valentino Soldani (Nerbini, 1909) [in Il carnefice]; trad. Gildo Passini (Corbaccio, 1931) [in Serafita]; trad. Mirella Corvaja (La spiga, 1993); trad. Paolo Fontana (L'argonauta, 1994); trad. Paolo Brera (Algama, 2017) |
|                        |                               | Préface du Livre mystique | 1835                       | Il libro mistico | trad. Franca Urbani e Sergio Caredda (Sic, 1999) |
|                        |                               | Les Proscrits. Esquisse historique | ottobre 1831               | I proscritti | trad. Gildo Passini (Corbaccio, 1928) [in Luigi Lambert]; trad. Franca Urbani e Sergio Caredda (Sic, 1999) [in Il libro mistico]; trad. Daniela De Agostini (Salerno, 2003); trad. Daniela De Agostini (Mondadori, 2013) [in La commedia umana, vol. 3] |
|                        |                               | Louis Lambert | luglio 1832                | Louis Lambert | trad. Gildo Passini (Corbaccio, 1928); trad. Renato Mucci (Casini, 1960) [in I capolavori, vol. 6]; trad. Paolo Pinto (Lucarini, 1984); trad. Nicola Coviello (SugarCo, 1985); trad. Franca Urbani e Sergio Caredda (Sic, 1999) [in Il libro mistico]; trad. Paola Dècina Lombardi (L'orma, 2017) |
|                        |                               | Séraphîta | novembre 1835              | Serafita | trad. Decio Cinti (Sonzogno, 1894); trad. Gildo Passini (Corbaccio, 1931); trad. Renato Mucci (Casini, 1960) [in I capolavori, vol. 6]; trad. Laura De Berardinis (Tilopa, 1986); trad. Lydia De Berardinis (Reverdito, 1986); trad. Franca Urbani e Sergio Caredda (Sic, 1999) [in Il libro mistico]; trad. Pia Cigala Fulgosi (Zandonai, 2008; trad. Daniela Schenardi (Mondadori, 2013) [in La commedia umana, vol. 3]; trad. Lydia Magliano (Elliot, 2021) |
|                        |                               | |                            | | |
| Études analytiques:    |                               | |                            | Studi analitici: | |
|                        |                               | Physiologie du mariage Méditations de philosophie éclectique, sur le bonheur et le malheur conjugal, publiées par un jeune célibataire | dicembre 1829              | Fisiologia del matrimonio | trad. anonima (Sonzogno, 1883); trad. G.M. (Edoardo Perino, 1883); trad. anonima (Salani, 1885); trad. anonima (Notari, 1929); trad. anomima (Attualità, 1943); trad. Maghinardo Baviera (Edizioni del Borghese, 1964); trad. Emilio Faccioli (Einaudi, 1987; Elliot, 2016) |
|                        |                               | Petites Misères de la vie conjugale | luglio 1846                | Piccole miserie della vita coniugale | trad. Giuseppe De' Rossi (Edoardo Perino, 1883; Salani, 1893; Treves, 1901); trad. anonima (Quattrini, 1920); trad. anonima (IEI, 1928); trad. Raoul Vivaldi (De Carlo, 1944); trad. Felice Filippini (Rizzoli, 1956); trad. (Torri del vento, 2011); trad. Federico Lopiparo (Editori Riuniti, 2011; Theoria, 2019) |
|                        |                               | Pathologie de la vie sociale: Notice                                                                                                   | 1848                       | Patologia della vita sociale: Nota introduttiva | trad. (Bollati Boringhieri, 1992); trad. Alex Pietrogiacomi (Piano B, 2011) |
|                        |                               | Pathologie de la vie sociale: Traité de la vie élegante                                                                                | 1830-48                    | Patologia della vita sociale: Trattato della vita elegante                                                                                                   | trad. Guido Tutino (IEI, 1917); trad. (Longanesi, 1982); trad. Gilda Piersanti (Savelli, 1982); trad. (Editori associati, 1992); trad. Tiziana Goruppi (Ets, 1998); trad. (Bollati Boringhieri, 1992); trad. Alex Pietrogiacomi (Piano B, 2011); trad. (Tallone, 2022) |
|                        |                               | Pathologie de la vie sociale: Théorie de la démarche                                                                                   | settembre 1833             | Patologia della vita sociale: Trattato del camminare Teoria del camminare Teoria dell'andatura                                                               | trad. Franco Rella (Cluva, 1985; Moretti & Vitali, 2015); trad. (Bollati Boringhieri, 1992); trad. Stefano Viviani (SugarCo, 1993); trad. Carla Quercia (Elliot, 2014) |
|                        |                               | Pathologie de la vie sociale: Traité des excitants modernes                                                                            | 1839-48                    | Patologia della vita sociale: Trattato degli eccitanti moderni                                                                                               | trad. Luigi Suñer (Armanni, 1889) [in Tito Berti, Alcolismo]; trad. (Bollati Boringhieri, 1992); trad. Rita Zaffarami Berlenghini (Theoria, 1993); trad. Graziella Martina (Ibis, 2002) |
|                        |                               | |                            | | |
| Ébauches rattachées:   | 1981                          | Abbozzi collegati |                            | | |
|                        |                               | Soeur Maries Des Anges |                            | | |
|                        |                               | La Comédienne de salon |                            | | |
|                        |                               | Valentine et Valentin |                            | | |
|                        |                               | Perdita |                            | | |
|                        |                               | Le Programme d'une jeune veuve |                            | | |
|                        |                               | Les Héritiers boirouge ou Fragments d'histoire générale                                                                                |                            | | |
|                        |                               | Un grand homme de Paris en province |                            | | |
|                        |                               | La Gloire des sots |                            | | |
|                        |                               | Les Méfats d'un procureur du roi |                            | | |
|                        |                               | Un caractère de femme | 1847, incompleto           | | |
|                        |                               | Échantillon de causerie française |                            | | |
|                        |                               | La Fin d'un dandy |                            | | |
|                        |                               | Entre savants |                            | | |
|                        |                               | L'Hôpital et le peuple |                            | | |
|                        |                               | Le Théâtre comme il est |                            | | |
|                        |                               | La Femme auteur | 1847, interrotto           | | |
|                        |                               | Mademoiselle de Vissard ou la France sous le consulat                                                                                  | 1847, abbandonato          | | |
|                        |                               | La Bataille |                            | | |
|                        |                               | Les deux amis | novembre 1830              | | |
|                        |                               | Les Martyrs ignorés | luglio 1837                | I martiri ignorati | trad. (Biblioteca del Vascello, 1995; Clichy, 2022); trad. (Robin, 2023) |
|                        |                               | Vascello |                            | | |
|                        |                               | Aventures administratives d'une idée heureuse                                                                                          | marzo 1834                 | | |
|                        |                               | Le Prêtre catholique |                            | | |
|                        |                               | La Frélore |                            | | |
|                        |                               | Adam-le-chercheur |                            | | |
|                        |                               | Anatomie des corps enseignants |                            | | |